# VP7
트루 모션 VP7는 On2 테크놀러지스가 개발한 영상 코덱이다. VP3, VP5, 트루모션 VP6의 후속 코덱이다.

## 같이 보기
- VP3
- VP4
- VP5
- VP6
- VP8